# Sergiu Matveev
Sergiu Matveev (n. 18 noiembrie 1975, Ismail) este un istoric și arheolog din Republica Moldova, conferențiar universitar, doctor în științe istorice la Facultatea de Istorie și Filosofie din cadrul Universității de Stat din Moldova (Chișinău).

## Biografie
Provine dintr-o familie cu tradiții în domeniul învățământului din sudul Basarabiei, unde a absolvit cu medalie de argint școala generală din Hagi Curda (Kamyshovka), r-nul Ismail în anul 1991. În anii 1991-1992 urmează cursuri la Facultatea de Matematică și Informatică a Universității de Stat din Moldova, iar între 1992-1997 studiază la Facultatea de Istorie pe care o absolvește susținând teza de licență pe tema „Populația autohtonă pe teritoriul Basarabiei de sud în sec. I-IV p. Chr.” În anul de învățământ 2004-2005 urmează cursuri la Facultatea de Filosofie și Istorie a Universității „J.W. Goethe” (Frankfurt/Main, Germania). Susține doctoratul în anul 2007 cu o cercetare pe tema „Procese etno-culturale în spațiul Carpato-Nistrean în secolele II-XIV p. Chr. în istoriografia sovietică”, realizată sub conducerea prof. dr. hab. Ion Niculiță și definitivată sub conducerea prof. dr. hab. Ion Eremia.
Traseul profesional a demarat cu funcția de custodiu în cadrul expedițiilor arheologice a Facultății de Istorie a Universității de Stat din Moldova (1994-1996), urmată de cea de cercetător științific la Laboratorul CȘ „Tracologie” a aceleiași universități între anii 1997-1999. Începând cu anul 2000 Sergiu Matveev debutează în învățământul universitar în funcția de lector la Catedra Arheologie și Istorie Antică a Universității de Stat din Moldova (2000-2008), urmată de cea de lector superior (2008-2010), iar din 2010 și până în prezent: conferențiar universitar. În anul 2009 Sergiu Matveev va reveni la activitatea de cercetare în cadrul, LCȘ „Tracologie” a Universității de Stat din Moldova și obține în anul 2012 statutul de arheolog expert inclus în Registrul Arheologilor al Republicii Moldova, iar în 2013 abilitarea cu drept de a conduce doctorate la specialitatea 07.00.06 – Arheologie.
Începând cu anul 2013 și până în prezent Sergiu Matveev activează și în calitate de specialist principal la Agenția Națională Arheologică din Republica Moldova, din 2017 devenind membru al Consiliului Olimpic republican la disciplina Istoria. În plan administrativ la Facultatea de Istorie și Filosofie a fost numit în funcția de șef al Departamentului Istoria Românilor, Universală și Arheologie a Universității de Stat din Moldova (2017-2018), fiind în același timp și coordonator al programului Erasmus+ la facultate. Între anii 2018-2023 a deținut funcția de decan al Facultății de Istorie și Filosofie a Universității de Stat din Moldova, iar începând cu anul 2021 și până în prezent conduce Centrul de Management al Patrimoniului Cultural.

## Activitatea științifică
Activitatea sa științifică este axată pe probleme legate de procesele etnoculturale în mileniul I a. Chr. – prima jumătate a mileniului I p. Chr., în special soarta populației barbare la frontiera danubiană a Imperiului Roman în perioada lui de expansiune și în cea postromană. Începând cu anul 1993 a participat la mai multe campanii de săpături arheologice, printre care cele de la Bălțata, Butuceni, Ecaterinovca, Logănești, Potârca, Saharna, Șeptelici (R. Moldova), Poienești (România), Novosilske, Orlovka (Ucraina), Lahnau-Waldgirmes (Germania) ș.a., iar începând cu anul 2013 a condus cercetările arheologice la siturile din Republica Moldova de la Călmățui, Ghelăuza, Lipoveni (2013-2022), Sagaidacul Nou și Sobari (2013-2015). La Sobari, săpăturile conduse de Sergiu Matveev s-au concentrat asupra incintei de piatră, drept continuare a cercetărilor întreprinse anterior de Ion Niculiță, care s-a dovedit a fi cea mai veche construcție cu geamuri de sticlă din țară. La Lipoveni se investighează de mai mulți ani un sit pluristratigrafic cu vestigii datate din eneoliticul târziu până în evul mediu târziu. Cele mai multe descoperirii aparțin primei epoci a fierului, culturii getice și Sântana de Mureș-Cerneahov.
Pe parcursul anilor a realizat mai multe stagii de cercetare și documentare în străinătate, de exemplu la Römisch-Germanischen Kommission (Frankfurt/Main, Germania), Deutsche Archäologische Institut (Berlin, Germania), Institutul de Etnografie și Antropologie a Academiei de Științe din Rusia (Moscova, Rusia), la muzeele din Plovdiv, Sozopol, Thesaloniki, Londra ș.a. A participat cu referate la circa 100 de manifestări științifice, din rândul cărora se evidențiază congresele internaționale de tracologie din 2004 (Chișinău/Vadul lui Vodă, R. Moldova), 2005 (Komotini/Alexandropoli, Grecia) și 2017 (Kazanlâk, Bulgaria) și cel de-al 19-lea Congres Internațional de Arheologie Clasică (Cologne/Bonn, Germania). Sergiu Matveev este în același timp autor și coautor al cinci monografii, al peste 70 de studii și rapoarte de săpături arheologice, coordonator și membru al mai multor proiecte naționale și internaționale, inclusiv al colegiilor de redacție ale revistelor Arheologia preventivă în Republica Moldova, Studia Universitatis Moldaviae, Stiințe umanistice, Revista Arheologică (Moldova) și Cercetări Arheologice și Acta Musei Tutovensis (România).
Printre direcțiile sale de cercetare, o atenție sporită o primesc problemele de etnogeneză în spațiul românesc și felul în care acestea au fost abordate de către istoriografia sovietică, în condițiile în care aceasta din urmă avea scopul de a demonstra o coeziune a populației dintre Prut și Nistru cu restul popoarelor din Uniunea Sovietică, și deosebirea acesteia de restul românilor. Răspunsurile cu care a venit comunitatea științifică sovietică la întrebarea originii etnice a moldovenilor au fost tratate în prima sa monografie, Procesele etno-culturale din spațiul Carpato-Nistrean în secolele II-XIV. Istoriografia sovietică (2009), în baza studiilor arheologice, etnofolclorice, paleoantropologice și lingvistice. Cartea prezintă o noutate datorită analizei exhaustive a literaturii arheologice sovietice și este o tentativă de depășire a impasului înregistrat în studierea etnicității dintre Prut și Nistru ca urmare a intervențiilor ideologice ale acesteia.

## Activitatea didactică
Activitatea didactică s-a concentrat în aulele Universității de Stat din Moldova pe post de asistent, lector și conferențiar la aproape 20 de cursuri de istorie antică universală și a spațiului românesc, arheologie clasică, arheologie preistorică, numismatică, management și legislație a patrimoniului cultural, și alte domenii conexe. Pe parcursul anilor a evoluat cu lecții la Universitatea de Stat „B.P. Hașdeu” din Cahul (R. Moldova), Universitatea Liberă din Berlin (Germania), Universitatea din Opole (Polonia), Universitatea București (România), Universitatea din Granada (Spania) și Universitatea Catolică din Louvain-le-Neuve (Belgia). Sergiu Matveev este autor și coautor al circa 30 de lucrări destinate învățământului general, liceal și universitar. A fost conducător de doctorat al Elenei Arcuș, cu teza Moneda și circulația monetară în Principatul Moldovei (1711-1859) și al Nataliei Pașenciuc, cu teza Unelte din os și fildeș din stațiunile paleoliticului superior din zona Nistrului Mijlociu.

## Mențiuni
- Medalie de argint la absolvirea școlii medii (RSS Ucraineană) – 1991;
- Premiul anual pentru cel mai distins student al Facultății de Istorie „Ștefan Panfilov” (Chișinău)  – 1997;
- Diplomă de gradul II a Fundației Soros pentru performanțe academice (Chișinău) – 1997;
- Premiul Direcției pentru problemele Tineretului și Sportului (Chișinău) – 1997;
- Premiul Municipal al Tineretului în domeniul științei (Chișinău) – 2001;

- Medalia de aur și Mențiunea juriului la Salonul de carte tehnico-științifică, artistică și literară „EuroInvent” (Iași, România) – 2018, pentru lucrarea: A. Boldureanu, S. Matveev, Patrimoniul numismatic al Republicii Moldova. Imagine și legendă, Chișinău, 2018, 180 p.;
- Marele premiu – Cupa la Salonul de carte tehnico-științifică, artistică și literară „EuroInvent” (Iași, România) – 2020,[20] pentru lucrarea: I. Niculiță, S. Matveev, A. Nicic, Cercetările sitului arheologic Potârca din Rezervația Cultural-Naturală „Orheiul Vechi”. Chișinău, 2019, 230 p.

## Lista selectivă a publicațiilor
- S. Matveev, Procesele etno-culturale din spațiul Carpato-Nistrean în secolele II-XIV. Istoriografia sovietică, Chișinău, Pontos, 2009, 232 p.
- Istoria Universității de Stat din Moldova (Coautor), Chișinău, 2016, 740 p.
- A. Boldureanu, S. Matveev, Patrimoniul numismatic al Republicii Moldova. Imagine și legendă, Chișinău, 2018, 180 p.
- I. Niculiță, S. Matveev, A. Nicic, Cercetările sitului arheologic Potârca din Rezervația Cultural-Naturală „Orheiul Vechi”, Chișinău, 2019, 230 p.
- S. Matveev, E. Arcuș-Jantovan, Tezaurul Basarabiei. Descoperiri monetare între 1812-1944, Chișinău, 2022, 196 p.
- S. Matveev, V. Vornic, A. Corobcean, Meandrele istoriei. Patrimoniul arheologic din epoca fierului și perioada romană în bazinul râului Cogâlnic (Republica Moldova), Chișinău, 2023, 201 p.
- D. Topal, S. Matveev, Aur pe argint. Viața cotidiană a arheologiei Moldovei în anii 1945-1991, Chișinău, 2024, 372 p.